# Waruhiu Itote
Waruhiu Itote (* 1922; † 30. April 1993, Kampfname General China) war ein Anführer in der antikolonialen Unabhängigkeitsbewegung Mau-Mau in der damaligen britischen Kolonie Kenia. 

## Leben
Itote entstammte einer Bauernfamilie im Kaheti village, Mukurwe-ini division, Nyeri District und war als junger Mann nach Nairobi gekommen, um dort Arbeit zu finden. 1940 heiratete er seine erste Frau. Im Zweiten Weltkrieg wurde er 1942 von der britischen Kolonialmacht als Soldat geworben, ausgebildet und nahm im Infanterieregiment King’s African Rifles nach ersten Einsätzen in Sri Lanka am Burmafeldzug teil. Er wurde zum Korporal befördert.
Nach seiner Rückkehr nach Kenia suchte er wieder Arbeit. Beeinträchtigt durch die Kolonialgesetze radikalisierte er sich unter anderem in Gewerkschaften und schloss sich 1946 der Kenya African Union (KAU) an. Jomo Kenyatta beeindruckte ihn sehr. Itote schloss sich den Anake a forti an, einer Gruppe, die zum großen Teil aus Veteranen des Zweiten Weltkrieges bestand. Sie zeichneten sich durch ein hohes Maß an politischem Bewusstsein aus, unterstützten den Widerstand der Squatter gegen die Umsiedlungsaktionen, operierten aber auch stets am Rande der Kriminalität, raubten Läden aus und überfielen Farmen.
1950 legte er den Mau-Mau-Schwur ab, 1952 tauchte er in den Wäldern am Mount-Kenya-Massiv unter und bildete mit seinen Erfahrungen im Dschungelkampf unter dem Kampfnamen General China weitere Kämpfer aus. Er entwickelte sich zu einem der Hauptrebellenführer, neben Dedan Kimathi, Stanley Mathenge, Kurito ole Kisio, Musa Mwariama und Muthoni Kirima. 1954 wurde er von der Kolonialmacht gefangen genommen und in einem Gerichtsverfahren zum Tode verurteilt. Durch seine Kooperation wurde die Todesstrafe in eine neunjährige Haftstrafe umgewandelt.
Seine Erlebnisse veröffentlichte er in zwei autobiographischen Schriften.

## Schriften
- General China – 'Mau Mau' General, East African Institute Press 1967.
- Mau Mau in Action, Transafrica Books 1979.